# Ecovis Deutschland
Ecovis Deutschland (eigentlich ECOVIS AG Steuerberatungsgesellschaft) ist ein auf den Mittelstand spezialisiertes Beratungsunternehmen. Es bietet Steuerberatung, Wirtschaftsprüfung, Rechtsberatung und Unternehmensberatung an. 2024 arbeiteten bei Ecovis Deutschland an über 100 Standorten über 2.500 Mitarbeiterinnen und Mitarbeiter.

## Geschichte
Die Unternehmensgruppen BayLa und Grieger Mallison gingen 2004 eine strategische Partnerschaft ein und gründeten Ecovis Deutschland. Die Anfänge der BayLa-Gruppe reichen bis ins Jahr 1909 zurück, als die „Buchstelle der Königlichen Akademie für Landwirtschaft und Brauerei Weihenstephan“ gegründet wurde.
2007 erzielte Ecovis Deutschland einen Jahresumsatz von 99 Millionen Euro. Für die Jahre 2006 und 2007 klassifizierte der Wirtschaftswissenschaftler Rafael J. Weber Ecovis Deutschland noch als „mittelgroße“ Wirtschaftsprüfungsgesellschaft. Als mittelgroß bezeichnete Weber solche Wirtschaftsprüfer, die jährlich 25 bis 65 Jahresabschlüsse testierten. Für 2015 berechnete Lünendonk & Hossenfelder für Ecovis Deutschland bei 1580 Mitarbeitern einen Umsatz von 142 Millionen Euro. In seiner Juli/August-Ausgabe 2021 berichten die Redakteure Esra Laubach und Daniel Lehmann der Zeitschrift Juve Steuermarkt darüber, wie unter anderem die Ecovis-Beratungsgruppe an größere Unternehmen und höherwertiges Geschäft herankommen wollen, ohne dabei ihre Kernkompetenz aufzugeben. In der Übersicht auf Seite 13 berichtet das Magazin, dass Ecovis 2020 einen Umsatz von 184,8 Millionen Euro mit insgesamt 2.088 Mitarbeitern erzielt hat.
Zur Schaffung eines globalen Netzwerks wurde 2008 in Zürich Ecovis International gegründet. 2024 erzielten Mitglieder von Ecovis International einen Umsatz von 3.202,9 Millionen Euro.

## Mandanten
Zielgruppe sind kleine und mittlere Unternehmen, Freiberufler und Privatleute. Branchenkompetenz und Spezialwissen von Ecovis Deutschland liegen in der Land- und Forstwirtschaft, in der Gesundheitswirtschaft (Ärzte, Krankenhäuser, MVZ, Pharmaunternehmen, Apotheken) und bei Familienunternehmen.